# Eurofest 2007
La quarta edizione di Eurofest è stata organizzata dall'emittente radiotelevisiva bielorussa BTRC per selezionare il rappresentante nazionale all'Eurovision Song Contest 2007 a Helsinki.
Il vincitore è stato Dzmitryj Kaldun con Work Your Magic.

## Organizzazione
Dopo il debutto nel 2004, l'emittente bielorussa Belaruskaja Tele-Radio Campanija (BTRC) ha confermato la partecipazione all'Eurovision 2007 confermando successivamente l'organizzazione di una selezione nazionale per selezionare il suo rappresentante televisivo.
Il festival è stato articolato in una semifinale da 15 partecipanti e una finale, alla quale si sono qualificati 3 artisti per la finale. Uno dei finalisti è stato decretato televoto, mentre gli altri due sono stati selezionati da una giuria. Mentre nella finale una giuria di qualità ha determinato il vincitore.

## Partecipanti
BTRC ha aperto la possibilità di inviare proposte per la competizione, le canzoni potevano essere eseguite in qualsiasi lingua. Delle canzoni ricevute una giuria ha selezionato i 15 finalisti per la semifinale televisiva del 15 dicembre 2006.
| Artista                     | Titolo                 | Lingua     | Compositori                           |
| --------------------------- | ---------------------- | ---------- | ------------------------------------- |
| Aleh Karpenka               | I Feel Good Tonight    | Inglese    | Raman Kozyraŭ                         |
| Barnėa                      | Fingertips             | Inglese    | Aljaksej Čarykaŭ                      |
| Dali                        | Mečtaj so mnoj         | Russo      | Viktar Rudėnka                        |
| Diana Gurtskaya             | How Long               | Inglese    | Karen Kavalerjan, Kim Brejtburg       |
| Dzmitryj Kaldun             | Angel mečty            | Russo      | Dzmitryj Kaldun, Dzjanis Lis          |
| Dzmitryj Kaldun             | Work Your Magic        | Inglese    | Karen Kavalerjan, Filipp Kirkorov     |
| Hanna Šarkunova             | Sorvat'sja i vniz      | Russo      | Vital' Penzin, Uladzimir Kubyškin     |
| Iryna Yaryna                | Korotkij dožd'         | Russo      | Leanid Šyryn, Jaryk Rakicin           |
| Lena                        | Call Me (September 11) | Inglese    | Sjarhej Ždanovič, Jaŭhen Mel'nikaŭ    |
| Litesound                   | Summer Trip            | Inglese    | Dzmitryj Karjakin, Uladzimir Karjakin |
| Natallja Lapceva & XXXLight | I Don't Know           | Inglese    | Natallja Lapceva                      |
| Natallja Tamela             | So Badly High          | Inglese    | Leanid Šyryn, Andrėj Kascjuhoŭ        |
| New Generation              | Belarus                | Inglese    | Aljaksej Kraŭčanka                    |
| Svajaki                     | Smačny mёdzik          | Bielorusso | Aljaksej Zajcaŭ                       |
| The Project                 | S.U.P.E.R. S.T.A.R.    | Inglese    | Bahrat Vartanjan                      |
| Viktar Pšaničny             | Sooner or Later        | Inglese    | Aleksandr Nabeev                      |

## Semifinale
La semifinale si è tenuta il 15 dicembre 2006 presso il Palazzo dello Sport di Minsk, condotta da Denis Kourian ed Olga Šlager. Durante la semifinale il televoto ha selezionato un artista da far accedere in finale, mentre una giuria di qualità ne ha selezionati altri due.
     Qualificato del televoto
     Qualificato della giuria
| #  | Artista                     | Titolo                 | Punteggio | Posizione |
| -- | --------------------------- | ---------------------- | --------- | --------- |
| 1  | Hanna Šarkunova             | Sorvat'sja i vniz      | 553       | 8         |
| 2  | Barnėa                      | Fingertips             | 693       | 6         |
| 3  | Dzmitryj Kaldun             | Angel mečty            | 4.412     | 1         |
| 4  | Lena                        | Call Me (September 11) | 467       | 9         |
| 5  | Svajaki                     | Smačny mёdzik          | 1.149     | 5         |
| 6  | Iryna Yaryna                | Korotkij dožd'         | 81        | 14        |
| 7  | Dali                        | Mečtaj so mnoj         | 142       | 13        |
| 8  | Natallja Tamela             | So Badly High          | 585       | 7         |
| 9  | Litesound                   | Summer Trip            | 1.999     | 2         |
| 10 | The Project                 | S.U.P.E.R. S.T.A.R.    | 1.288     | 4         |
| 11 | Aleh Karpenka               | I Feel Good Tonight    | 39        | 15        |
| 12 | New Generation              | Belarus                | 171       | 12        |
| 13 | Diana Gurtskaya             | How Long               | 1.582     | 3         |
| 14 | Natallja Lapceva & XXXLight | I Don't Know           | 334       | 11        |
| 15 | Viktar Pšaničny             | Sooner or Later        | 462       | 10        |

## Finale
La finale si è tenuta il 22 gennaio 2007 presso il Palazzo dello Sport di Minsk, condotta da Denis Kourian ed Olga Šlager, dove una giuria di qualità ha valutato i finalisti.
Prima della finale, ad ogni artista è stata offerta l'opportunità di cambiare il proprio brano in gara. Dzmitryj Kaldun è stato l'unico artista ad aver cambiato il brano della semifinale, esibendosi con Work Your Magic invece di Angel mečty.
La giuria ha dichiarato Dzmitryj Kaldun vincitore della selezione.
| # | Artista         | Titolo              |
| - | --------------- | ------------------- |
| 1 | Diana Gurtskaya | How Long            |
| 2 | Dzmitryj Kaldun | Work Your Magic     |
| 3 | The Project     | S.U.P.E.R. S.T.A.R. |

## All'Eurovision Song Contest

### Verso l'evento
Dzmitryj Kaldun, per sponsorizzare il proprio brano, ha preso parte ad un tour promozionale in tutta Europa esibendosi in paesi come Spagna, Irlanda, Cipro e Macedonia.
Poiché non si è posizionata tra i primi dieci paesi nell'edizione precedente, la Bielorussia ha dovuto competere nella semifinale del concorso, tenutosi il 10 maggio 2007.
Con la decisione dell'ordine di esibizione della semifinale, la nazione è stata posta al 4º posto, dopo la cipriota Evridiki e prima dell'islandese Eiríkur Hauksson.
Mentre, con la decisione dell'ordine di esibizione della finale, la nazione è stata posta al 3º posto, dopo gli spagnoli D'Nash e prima degli irlandesi Dervish.

### Performance
Le prove generali si sono tenute il 6 maggio, seguite dalle prove costume il 8 maggio.
La Bielorussia si è esibita 4ª nella semifinale, classificandosi 4ª con 176 punti, riuscendo a qualificarsi per la serata finale.
La Bielorussia si è esibita 3ª nella serata finale, classificandosi 6ª con 145 punti.

### Giuria e commentatori
L'evento è stato trasmesso, sui canale televisivo Belarus-1, con il commento di Dzjanis Kur'jan e Aljaksandr Cichanovič.
La portavoce dei voti in finale è stata Jul'jana.

### Voto

#### Punti assegnati alla Bielorussia
| 12                                                | 10                                                                        | 8                             | 7                                 | 6                        |
| ------------------------------------------------- | ------------------------------------------------------------------------- | ----------------------------- | --------------------------------- | ------------------------ |
| - Armenia - Israele - Moldavia - Russia - Ucraina | - Cipro - Lettonia - Lituania                                             |                               | - Estonia - Grecia - Malta        | - Bulgaria - Irlanda     |
| 5                                                 | 4                                                                         | 3                             | 2                                 | 1                        |
| - Repubblica Ceca - Turchia                       | - Albania - Georgia - Islanda - Macedonia - Montenegro - Polonia - Serbia | - Norvegia - Romania - Svezia | - Bosnia ed Erzegovina - Ungheria | - Danimarca - Portogallo |

| 12                           | 10                                          | 8                    | 7                                          | 6                                 |
| ---------------------------- | ------------------------------------------- | -------------------- | ------------------------------------------ | --------------------------------- |
| - Israele - Russia - Ucraina | - Armenia - Malta - Moldavia                | - Georgia - Lettonia | - Estonia - Lituania - Macedonia - Polonia | - Cipro                           |
| 5                            | 4                                           | 3                    | 2                                          | 1                                 |
| - Grecia                     | - Bosnia ed Erzegovina - Islanda - Ungheria | - Montenegro         | - Albania - Repubblica Ceca - Serbia       | - Bulgaria - Portogallo - Romania |

#### Punti assegnati dalla Bielorussia
| Punti | Stato      |
| ----- | ---------- |
| 12    | Moldavia   |
| 10    | Serbia     |
| 8     | Georgia    |
| 7     | Portogallo |
| 6     | Slovenia   |
| 5     | Polonia    |
| 4     | Andorra    |
| 3     | Islanda    |
| 2     | Lettonia   |
| 1     | Ungheria   |

| Punti | Stato     |
| ----- | --------- |
| 12    | Russia    |
| 10    | Ucraina   |
| 8     | Moldavia  |
| 7     | Serbia    |
| 6     | Georgia   |
| 5     | Armenia   |
| 4     | Slovenia  |
| 3     | Grecia    |
| 2     | Lituania  |
| 1     | Finlandia |